# Niedersächsisches Ärzteblatt
Das Niedersächsische Ärzteblatt (NÄ) ist laut ihrem Untertitel das „Mitteilungsblatt der Ärztekammer und der Kassenärztlichen Vereinigung Niedersachsen“.
Die seit 1947 monatlich erscheinende Zeitschrift wurde erstmals 1947 und bis 1949 von der Ärztekammer Niedersachsen in Hannover herausgegeben, von 1950 bis 1993 in der Schlüterschen Verlagsgesellschaft und seitdem vom Verlag Hannoversche Ärzte-Verlags-Union.
Das Blatt enthielt die Beilagen Epistulae therapeuticae sowie Arzt und Apotheke, mitunter auch den Tätigkeitsbericht der Ärztekammer Niedersachsen.
Neuere Ausgaben sind über das Internet auf der Seite der Hannoverschen Ärzte-Verlags-Union kostenfrei zugänglich (siehe Weblinks).
Vorgänger des Periodikums, das die Zeitschriftendatenbank den Sachgruppen Medizin und Gesundheit zuordnete, war das zur Zeit des Nationalsozialismus erschienene Ärzteblatt für Niedersachsen. Mitteilungsblatt der Kassenärztlichen Vereinigung Deutschlands, Landesstelle Niedersachsen.